# Keiretsu
Keiretsu (系列) és un terme japonès que fa referència a un model empresarial en el qual existeix una coalició d'empreses que sense estar lligades necessàriament per vincles de propietat estan unides per interessos econòmics.
L'estructura del keiretsu està basada en dues parts: un nucli central en el qual se situa una gran organització de gran poder econòmic i un conjunt d'organitzacions amb gran interdependència, però que comparteixen departaments i acords econòmics. El keiretsu és la versió actualitzada del zaibatsu, figura que va ser eliminada en acabar la Segona Guerra Mundial pels ocupants pel seu suport a la guerra.